# (523797) 2016 NM56
2016 أن أم 56 (ويعرف أيضًا باسم (523797) 2016 أن أم 56 وفق تسمية الكوكب الصغير) (بالإنجليزية: 2016 NM56)‏ هو كويكب ضمن حزام الكويكبات؛ وترتيبه 523797 من حيث الاكتشاف.
اكتُشف هذا الجُرم الفلكي بواسطة مقراب بان ستارز في 2016.

## وصلات خارجية
- (523797) 2016 NM56 في قاعدة بيانات مختبر الدفع النفاث لأجرام النظام الشمسي الصغيرة

- الاكتشاف · مخطط المدار ·  العناصر المدارية · المعلمات المادية

- (523797) 2016 NM56 على موقع ويكي سكاي: DSS2, SDSS, GALEX, IRAS, Hydrogen α, X-Ray, Astrophoto, Sky Map, Articles and images

قالب:الكواكب الصغيرة: 523001–524000